# Slovenien i olympiska sommarspelen 1992
Slovenien deltog i de olympiska sommarspelen 1992 med en trupp bestående av 35 deltagare, vilket resulterade i två bronsmedaljer.

## Bågskytte
|Herrarnas individuella
- Samo Medved — Rankningsrunda, 33:e plats (0-0)

## Friidrott
Herrarnas maraton
- Mirko Vindiš — 2:21,03 (→ 40:e plats)

Herrarnas längdhopp
- Borut Bilač
  - Kval — 8,00 m
  - Final — 7,76 m (→ 9:e plats)

Damernas höjdhopp
- Britta Bilač
  - Kval — 1,92 m
  - Final — 1,83 m (→ 15:e plats)

## Gymnastik
Herrarnas individuella mångkamp
- Jože Kolman

Herrarnas fristående
- Jože Kolman

Herrarnas hopp
- Jože Kolman

Herrarnas barr
- Jože Kolman

Herrarnas räck
- Jože Kolman

Herrarnas ringar
- Jože Kolman

Herrarnas bygelhäst
- Jože Kolman

## Segling
Herrarnas lechner
- Stojan Vidaković
  - Slutligt resultat — 151,0 poäng (→ 11:e plats)

## Tennis
| Spelare                  | Gren       | Omgång 1                                                  | Omgång 2          | Åttondelsfinaler  | Kvartsfinaler     | Semifinaler       | Final / BM        | Final / BM       |
| Spelare                  | Gren       | Motståndare Poäng                                         | Motståndare Poäng | Motståndare Poäng | Motståndare Poäng | Motståndare Poäng | Motståndare Poäng | Placering        |
| ------------------------ | ---------- | --------------------------------------------------------- | ----------------- | ----------------- | ----------------- | ----------------- | ----------------- | ---------------- |
| Iztok Božič Blaž Trupej  | Herrdubbel | Leander Paes Ramesh Krishnan (IND) L 3-6, 2-6, 2-6        | Gick inte vidare  | Gick inte vidare  | Gick inte vidare  | Gick inte vidare  | Gick inte vidare  | Gick inte vidare |
| Tina Križan Karin Lušnic | Damdubbel  | Manuela Maleeva-Fragniere Emanuela Zardo (SUI) L 3-6, 2-6 | Gick inte vidare  | Gick inte vidare  | Gick inte vidare  | Gick inte vidare  | Gick inte vidare  | Gick inte vidare |